# Wingo
Wingo – miasto w Stanach Zjednoczonych, w stanie Kentucky, w hrabstwie Graves.